# Russula venosopurpurea
Russula venosopurpurea är en svampart som beskrevs av Pers. 1796. Russula venosopurpurea ingår i släktet kremlor och familjen kremlor och riskor.   Inga underarter finns listade i Catalogue of Life.